# 青藏喜鹊
青藏喜鹊（Black-rumped magpie，Pica bottanensis）是分布于不丹中部至中华人民共和国西部的一种喜鹊属動物。它以前一度被認為是喜鹊的一个亚种。2018年发表的一项分子系统发生学研究发现，青藏喜鹊是分佈於沙特阿拉伯西南部的阿拉伯喜鹊的姐妹群。